# Darsgärde Fornborg

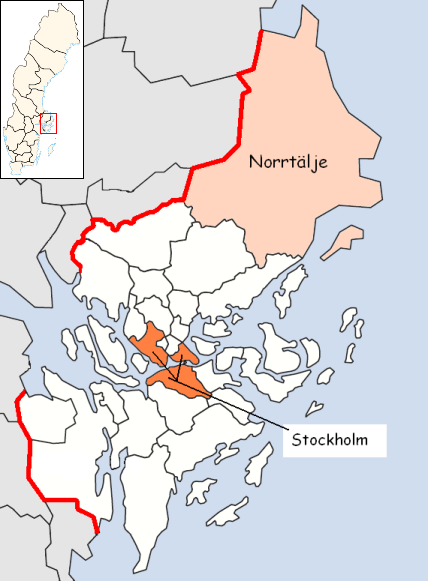
Norrtälje

Darsgärde Fornborg ist eine eisenzeitliche Wallburg in Frihamra, zwischen Finsta und Riala in der Gemeinde Norrtälje in der Provinz Stockholms län in Schweden. Die eisenzeitliche Fornborg brannte um 500 n. Chr. nieder und wurde zwischen 1957 und 1960 von Björn Ambrosiani ausgegraben.
Aus der Stein- und Bronzezeit sind in Skandinavien keine Burgen bekannt. Viele der etwa 1000 bekannten, aber kaum untersuchten Burgen sind während der Eisenzeit oder später benutzt worden, doch erbrachten nur wenige Funde aus der älteren Eisenzeit. Andere lieferten Funde aus der Vendel- und Wikingerzeit. Die Burgen sind in der Regel aus Steinen erbaut und liegen meist auf schwer zugänglichen Höhen, die durch einen Abschnittswall, zuweilen auch durch mehrfache Mauern abgeschnürt wurden.

## Beschreibung
Darsgärde Fornborg, deren Mauerreste noch erkennbar sind, liegt auf dem Kamm eines Berges. Innerhalb der Mauern wurden etwa 20 Hausfundamente gefunden. Das Gelände wurde kontinuierlich bewohnt. Die Anlage wurde mehrfach zerstört und um 500 n. Chr. aufgegeben. Die Burgmauern von Darsgärde sind heute zusammengesunken und erreichen selten 2,0 m Höhe. Wesentlich höher waren sie von Anfang an nicht, doch wurde der obere Abschluss vermutlich durch eine Palisade gekrönt. Solche Aufbauten sind jedoch nie erhalten. Viele alte Burgen in der Region Mälardalen erlitten zeitgleich dasselbe Schicksal und wurden dauerhaft aufgegeben. 

## Wohnplatz der Bronzezeit
Während der Untersuchungen fanden die Archäologen eine Siedlung aus der späten Bronzezeit, als die Berghöhe noch unbefestigt war. In dieser Zeit lag der Meerespegel etwa 15 Meter höher als heute und die Höhe befand sich in einer großen Bucht, auf drei Seiten von Wasser umgeben. Drei Hütten und viele Tonscherben zeigen, dass der Platz von Menschen genutzt wurde, die hier Fischerei, Jagd und Tierhaltung betrieben. 
Gräber und Siedlungsreste auf und um den Burgberg zeigen, dass die Menschen dort seit der späten Bronzezeit bis zur Verwüstung der Burg lebten, um schließlich nach unten, auf das Gelände des heutigen Dorfes Darsgärde zu ziehen.